# Gilberto Ramírez
Gilberto Ramírez (* 19. Juni 1991 in Mazatlán, Sinaloa, Mexiko) ist ein mexikanischer Boxer. Er ist ehemaliger Nordamerikameister der NABF sowie Juniorenweltmeister der WBC.
Ramírez wird von Hector Zapari trainiert und von Jesús Zapari gemanagt.

## Profikarriere
Am 21. August 2009 gab der für einen Supermittelgewichtler relativ große Rechtsausleger mit einem klassischen K.-o.-Sieg in Runde 1 gegen seinen Landsmann Jeseth Magallanes erfolgreich sein Debüt bei den Profis.
Im Dezember 2010 bezwang er den bis dahin noch ungeschlagenen Rogelio Medina (23-0-0) in einem auf 10 Runden angesetzten Kampf in Runde 6 durch technischen K. o. und eroberte dadurch den vakanten Juniorenweltmeistertitel des WBC.
Für April 2016 war ein Titelkampf gegen den amtierenden WBO-Weltmeister Arthur Abraham in der MGM Grand Garden Arena in Las Vegas angesetzt. Diesen gewann Ramirez verdient einstimmig mit 120 zu 108 nach Punkten. Durch seine Kondition, hervorragende Beweglichkeit und Schnelligkeit, war Ramirez in der Lage, alle Runden für sich zu entscheiden.
Ramirez wollte seine erste freiwillige Titelverteidigung gegen den Neckarsulmer Dominik Britsch machen. Jedoch erlitt Ramirez am 6. Juli 2016 im Training eine Handverletzung, weshalb der Kampf zuerst verschoben, dann aber abgesagt wurde.
Am 22. April des Jahres 2017 verteidigte er im StubHub Center in Carson, Kalifornien, seinen Gürtel gegen den Ukrainer Max Bursak in einem Kampf klar und einstimmig nach Punkten (3x 120:106).
Im September desselben Jahres trat Ramírez im Tucson Convention Center in Tucson, Arizona, gegen den US-Amerikaner Jesse Hart an. In diesem Fight siegte Ramírez ebenfalls einstimmig nach Punkten und konnte somit den Weltmeistertitel zum zweiten Mal verteidigen.
Im darauffolgenden Jahr verteidigte Ramírez seinen Titel mit einem technischen K.-o.-Sieg in Runde 6 gegen Habib Ahmed sowie einen Sieg durch einstimmige Punktentscheidung über Roamer Angulo. 